# Babe Didrikson Zaharias
Mildred Ella »Babe« Didrikson Zaharias, ameriška atletinja, golfistka in košarkarka, * 26. junij 1911, Port Arthur, Teksas, ZDA, † 27. september 1956, Galveston, Teksas.
Babe Didrikson Zaharias je nastopila na Poletnih olimpijskih igrah 1932  v Los Angelesu, kjer je postala olimpijska prvakinja v teku na 80 z ovirami in metu kopja ter podprvakinja v skoku v višino. V golfu je na turnirjih LPGA dosegla 41 zmag, od tega deset na glavnih turnirjih Western Open v letih 1940, 1944, 1945 in 1950, Titleholders C'ship v letih 1947, 1950 in 1952 ter Odprto prvenstvo ZDA v letih 1948, 1950 in 1954.
Leta 1951 je bila sprejeta v Mednarodni hram slavnih golfistov, leta 2012 pa v novoustanovljeni Mednarodni atletski hram slavnih. Sprejeta je bila tudi v Športni hram slavnih Floride, Ženski hram slavnih Kolorada in Ameriški ženski hram slavnih.